# Орлине
Орли́не (до 1945 року — Байда́р; крим. Baydar) — село в Україні, у Бахчисарайському районі Автономної Республіки Крим. Населення становить 1951 осіб. Відстань до Севастополя становить понад 36 км і проходить автошляхом Н19.

## Географія
Біля села протікає річка Байдарка.
Село Орлине розташоване в Байдарській долині, яку з усіх боків оточують гори, на висоті 300 метрів над рівнем моря.
Через Орлине проходить стара дорога Севастополь — Ялта, що веде через Байдарський перевал на Південний берег Криму. У селі мешкає трохи більше двох тисяч осіб і воно є адміністративним центром сіл Байдарської долини.
На перевалі, висота якого 503 метри над рівнем моря, в 1848 побудовано знамениті Байдарські ворота. Нині це пам'ятка архітектури.
Поруч знаходиться найбільша прісноводна водойма Севастополя - Чорноріченське водосховище.

## Динаміка чисельності населення
- 1926 — 1570 ос. (1359 кримських татар, 148 росіян, 34 українці, 4 євреї)
- 1939 — 2021 ос.
- 1989 — 1716 ос.
- 2001 — 1951 ос.

## Назва
Стара назва села, Байдар можливо походить від тюркського *Baider — «чудовий», а може походить від монгольського роду "Байдар", принесеного в Крим ногайцами у XV столітті.
У 2023 році у проєкті Постанови Верховної Ради України «Про перейменування деяких населених пунктів Автономної Республіки Крим» село запропоновано перейменувати на Байдар.

## Історія
Поблизу сіл Орлиного, Гончарного, Новобобрівського, Павлівки, Передового, Підгірного, Родниківського, Широкого виявлено залишки 25 археологічних пам'ятників, у тому числі поселення доби палеоліту, мезоліту, неоліту, міді, таврські могильники, середньовічні поселення, могильники VI—VIII ст. Збереглися також залишки середньовічного християнського монастиря (X—XV ст.). Поблизу села Широкого збереглися руїни укріплених сховищ VIII—X та
феодального замку XII—XIV століть.
Перші згадки про поселення датуються 15 століттям. Від назви села походить назва «Байдарська долина».
З 2019 року у селі будується мечеть для кримських татар.

## Видатні уродженці
- Михайло Тимофійович Русіян (Русіянов) (16 листопада 1876 — † ?) — полковник Армії УНР.

## Галерея

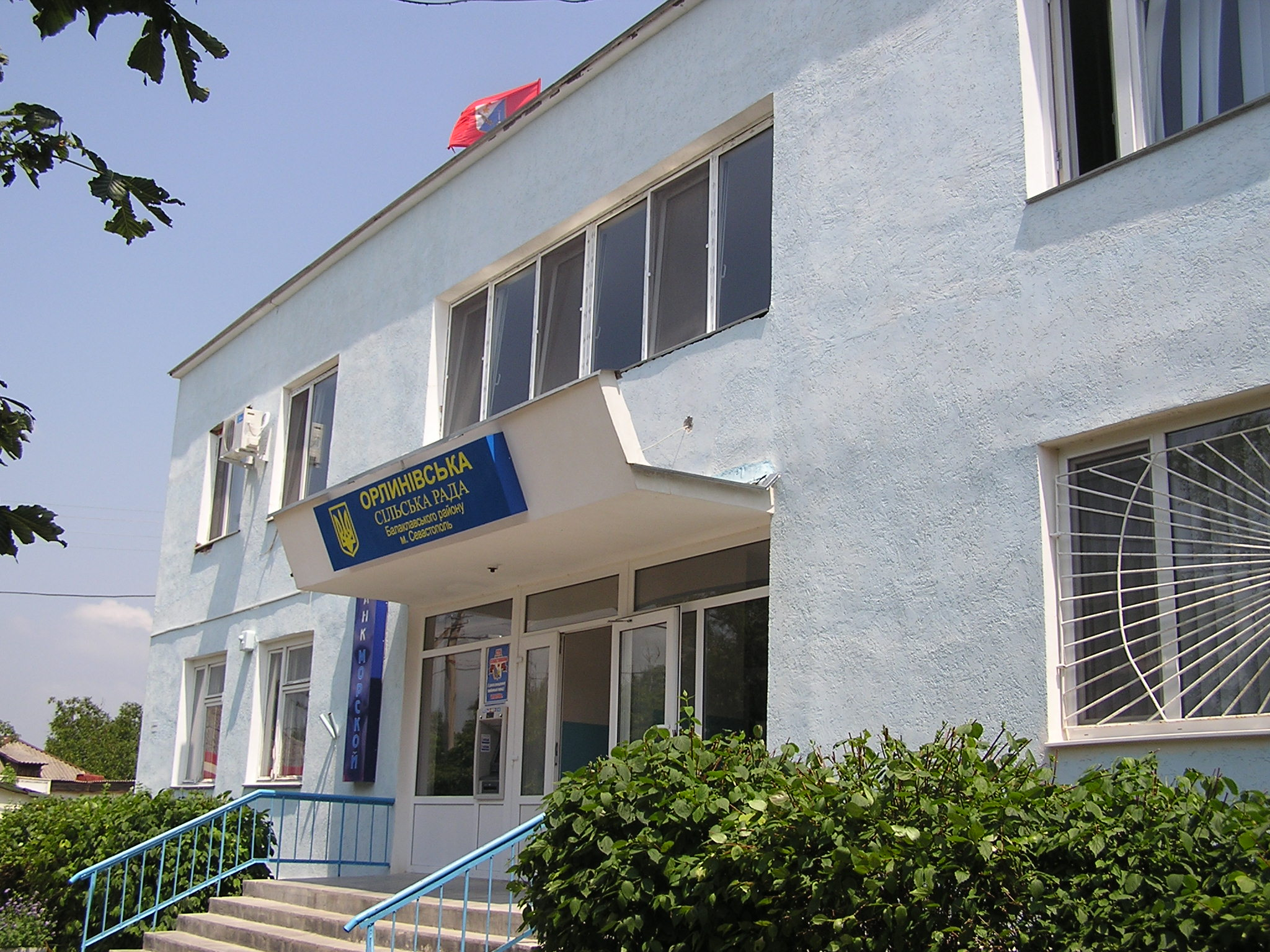
Сільська рада
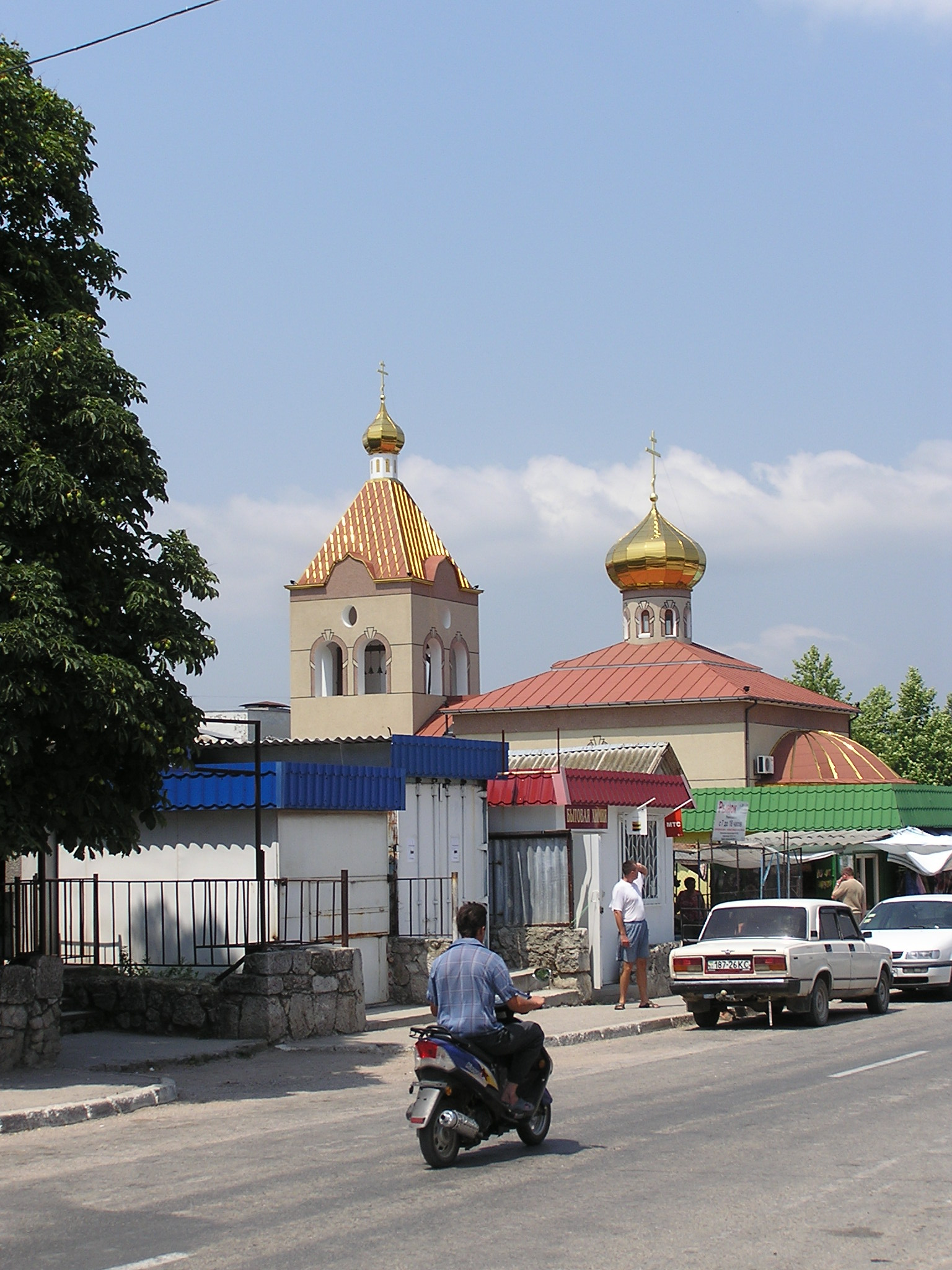
Православна церква
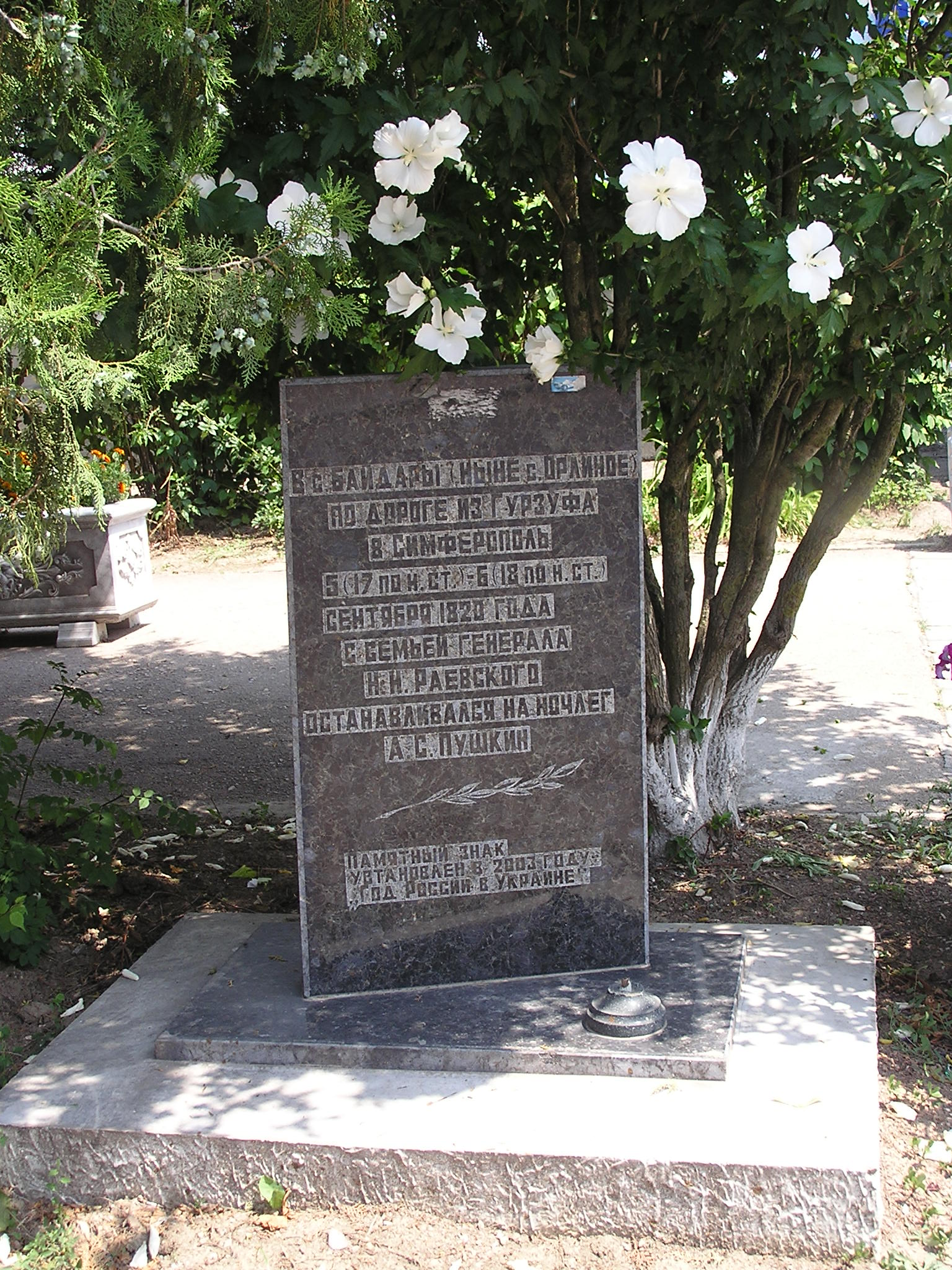
Пам'ятний знак на честь перебування в селі Олександра Пушкіна

## Додаткова література
- стаття Орлине — Інформаційно-пізнавальний портал | Кримська область у складі УРСР (На основі матеріалів енциклопедичного видання про історію міст та сіл України, том — Історія міст і сіл Української РСР. Кримська область. — К.: Головна редакція УРЕ АН УРСР, 1970. — 992 с.)